# Vienne (Isère)
Vienne je město na jihovýchodě Francie, na řece Rhôně, asi 30 kilometrů jižně od Lyonu. S 30 000 obyvateli je po Grenoblu druhým největším městem departementu Isère. Jedná se o významné regionální a turistické centrum s mnoha historickými památkami.

## Historie

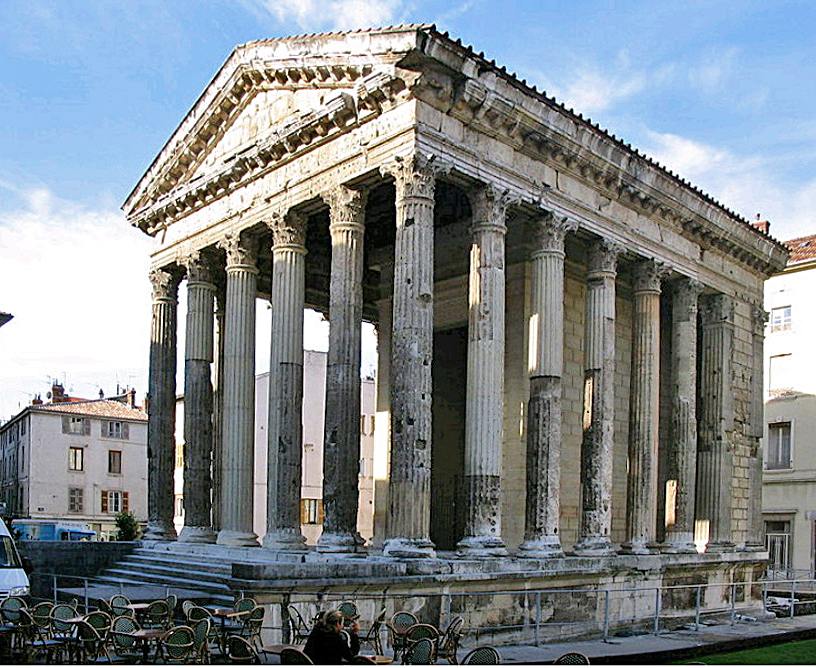
Antický chrám Augusta a Livie (Temple d'Auguste et de Livie)

### Antika
Ve starověku zde stálo oppidum galského kmene Allobrogů, v roce 47 př. n. l. si jej podmanili Římané, vedeni Juliem Caesarem. Allobrogové poté Římany vytlačili, ti založili nedaleko odtud v roce 43 př. n. l. město Lugdunum (dnešní Lyon). V době raného císařství se Vienne opět stalo římskou kolonií (jméno Vienne začali používat Římané, nezaměňovat s Vídní, ta se ve starověku nazývala Vindobona), později hlavním městem provincie. V roce 257 se město stalo součástí krátce trvajícího Galského císařství. Ve městě i v okolí se dochovalo mnoho památek z té doby, v centru například chrám císaře Augusta a jeho manželky Livie, kamenný amfiteátr antického divadla, obranné zdi města, akvadukty či římské silnice. Roku 2017 byla na ploše 7000 metrů čtverečních při archeologickém výzkumu objevena luxusní římská čtvrť s vilami, bohatě vybavenými a vyzdobenými mozaikami.

### Rané křesťanství
Hlavní město provincie se již v raných křesťanských dobách stalo sídlem biskupa, podle legendy byl prvním biskupem Svatý Krescens, učedník Svatého Pavla z Tarsu. Výskyt křesťanství v oblasti je prokázán od roku 177, z té doby pochází první písemná zmínka o jáhnovi ve Vienne. Ve 3. století vzniklo ve Vienne biskupství. Město bylo o století později nazváno Vienne St. Colombe na počest římské prvomučednice svaté Kolumby ze Sens (+273).

### Středověk
V 5. století bylo Vienne hlavním městem říše germánského kmene Burgundů, ta se v 6. století stala součástí Francké říše. V roce 869 připsal francký král Karel II. Holý celý distrikt hraběti Bosovi z Provence, který se v roce 879 prohlásí králem Provence. Od roku 1032 patřilo Vienne k Svaté říši římské, ovšem skutečnou moc nad městem měli arcibiskupové. Jejich jediným protivníkem byl hraběcí rod z Albonu, později i šlechtický rod přímo z Vienne, používající titul Dauphin (francouzsky Delfín). V letech 1090–1119 byl místním arcibiskupem Guido Burgundský, který v letech 1119 až 1124 vykonával úřad papeže jako Kalixtus II.
V letech 1311 a 1312 se zde konal Viennský koncil, svolaný papežem Klementem V. Na tomto koncilu byl z podnětu francouzského krále Filipa IV. Sličného zrušen templářský řád.

## Pamětihodnosti
Starověké památky
- Chrám Augusta a Livie (Temple d'Auguste et de Livie), velmi dobře zachovaná stavba z 1. století
- Starověké divadlo pro 13 tisíc diváků
- "Pyramida", pylon starověkého závodiště
- Mnoho archeologických nálezů a mozaik v Archeologickém muzeu

Středověké památky
- Katedrála sv. Mořice z let 1052–1533, trojlodní chrám se dvěma věžemi bez příční lodi s románským chórem, gotickou lodí a pozdně gotickým, bohatě zdobeným průčelím. Sochařská výzdoba byla poškozena za náboženských válek.
- Kostel sv. Ondřeje (St-André-le-Bas), románská stavba s rajským dvorem, původně klášter benediktinů
- Bývalý kostel sv. Petra, původně ze 6. století, přestavěný v 9. století s bohatě zdobenou věží v průčelí, v současnosti lapidarium a archeologické muzeum
- Hrad Bâtie na Mont Salomon nad městem, zřícenina hradu ze 13. století

Ostatní
- Radnice ze 17. století
- Kaple P. Marie na Mont Pipet s vyhlídkou na město
- Muzeum textilu a soukenictví

### Galerie

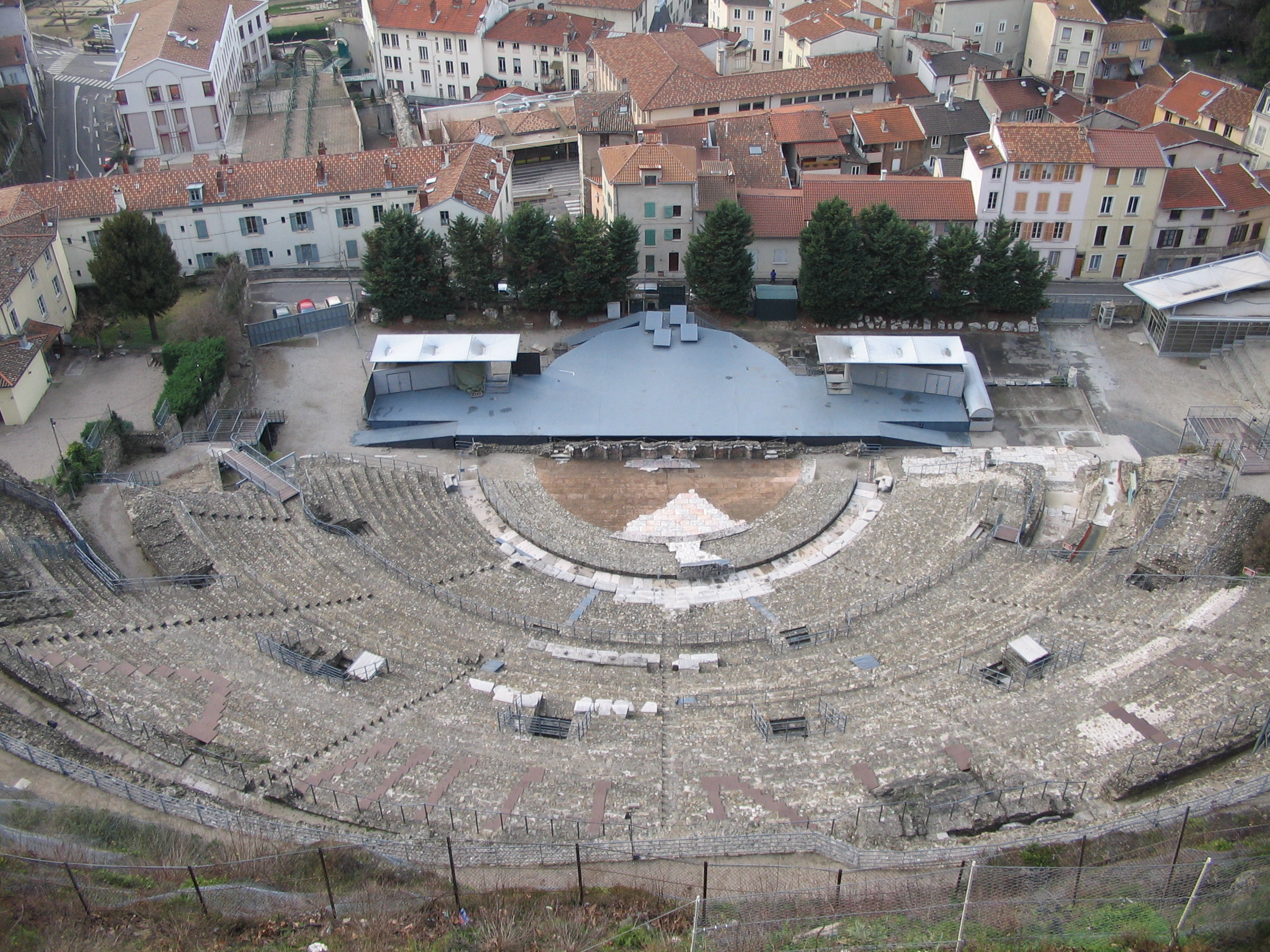
Starověké divadlo
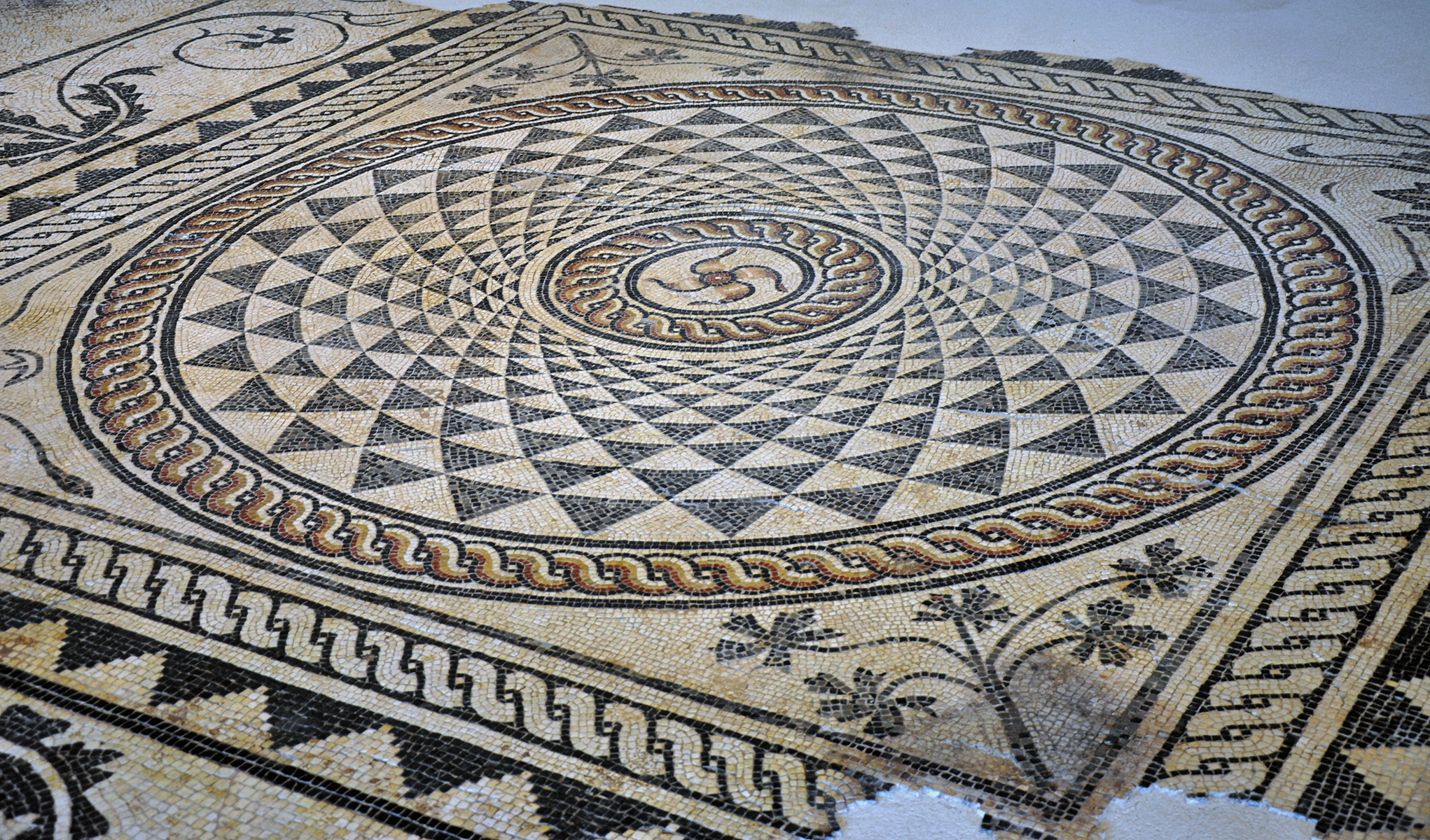
Římská mozaika (2. stol.)
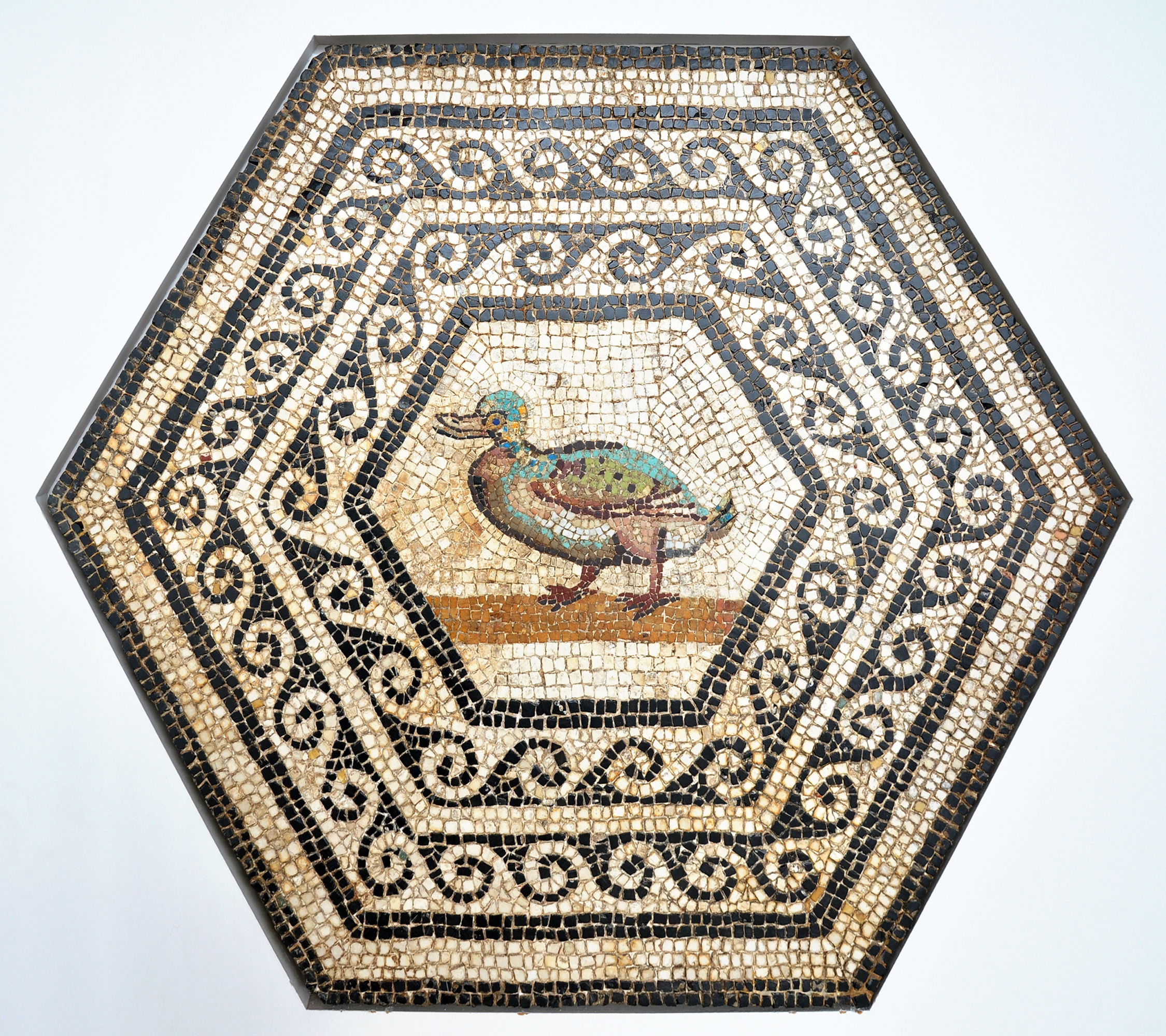
Mozaika s kachnou
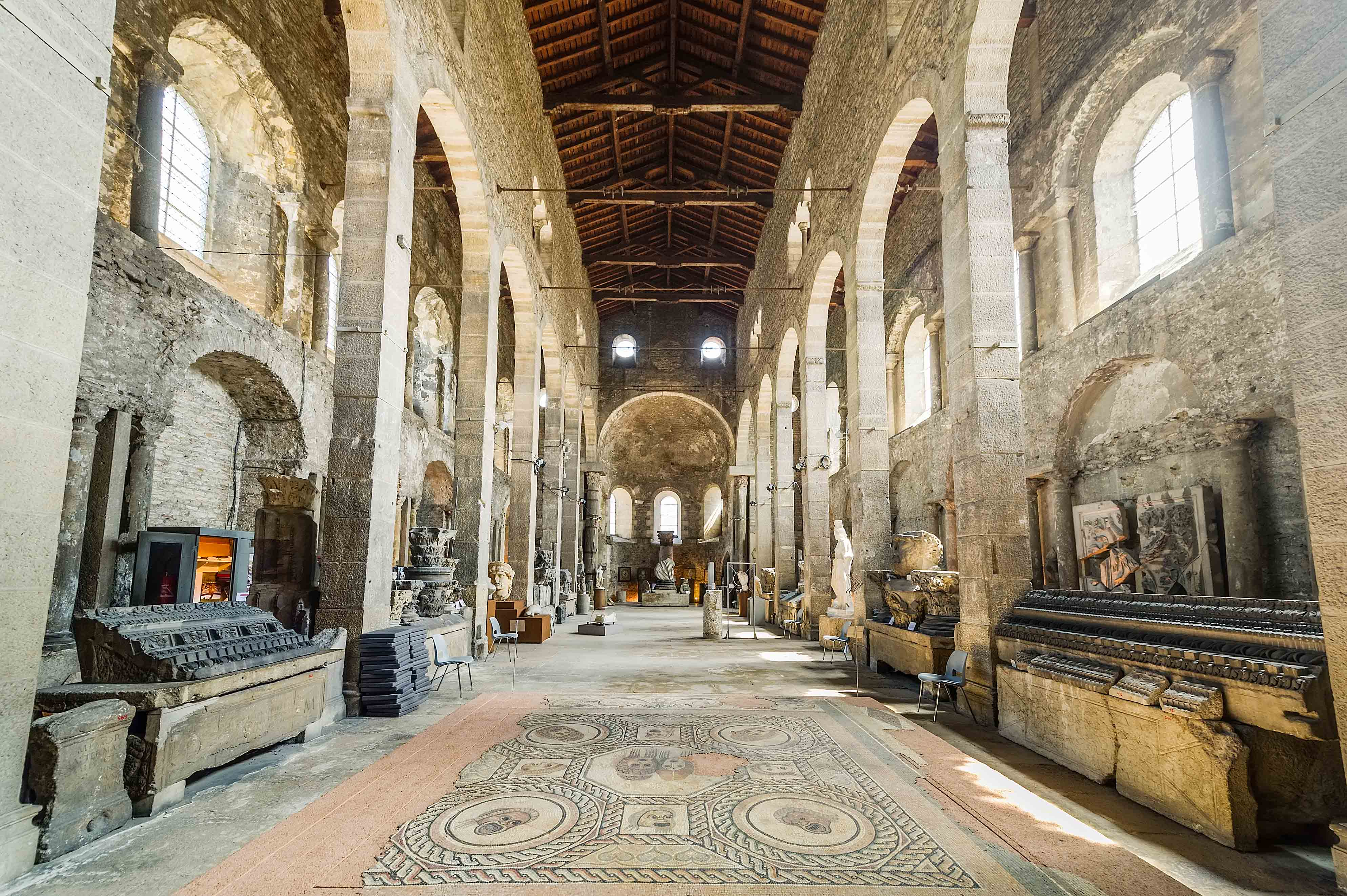
Kostel sv. Petra, archeologické muzeum
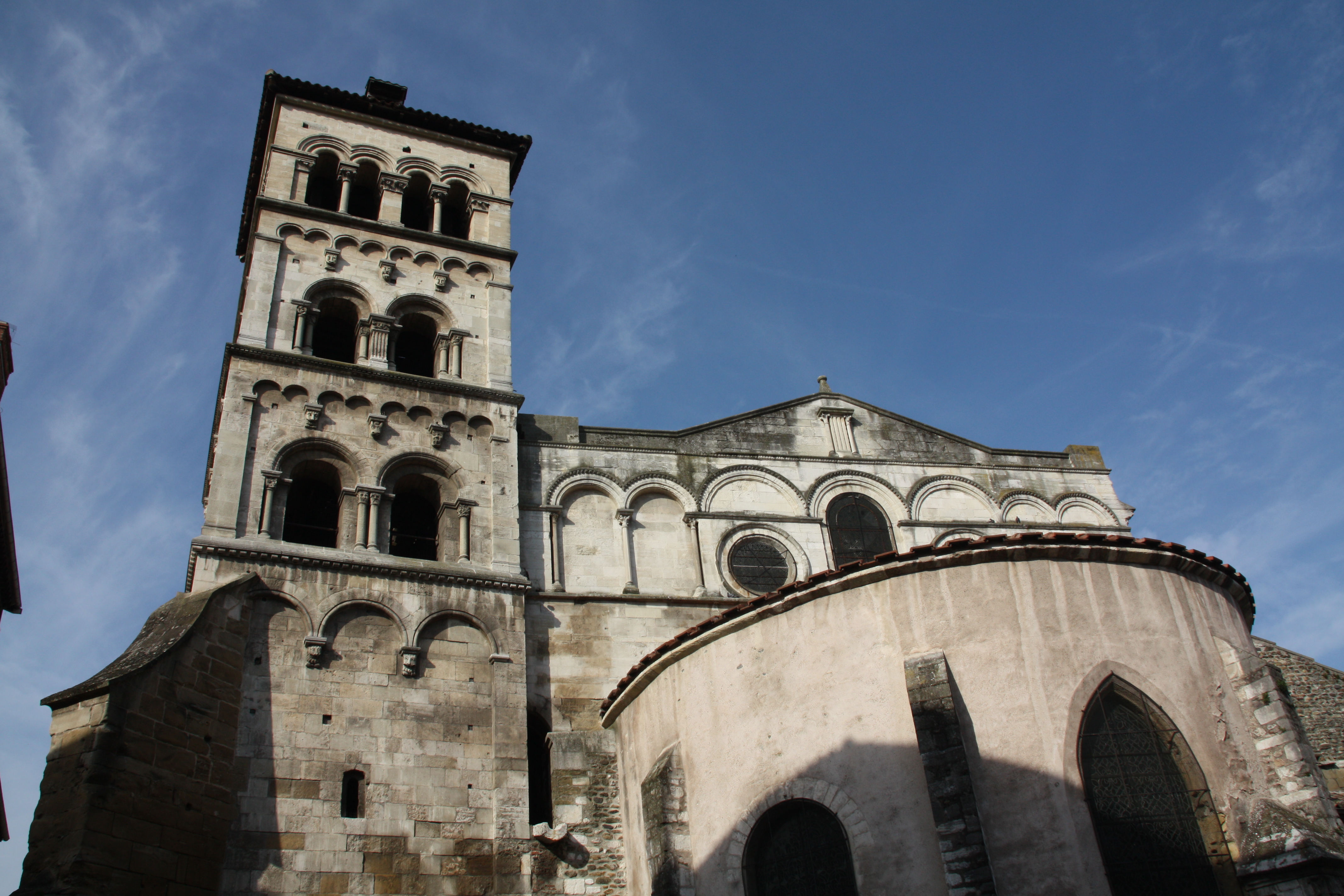
St-André-le-Bas
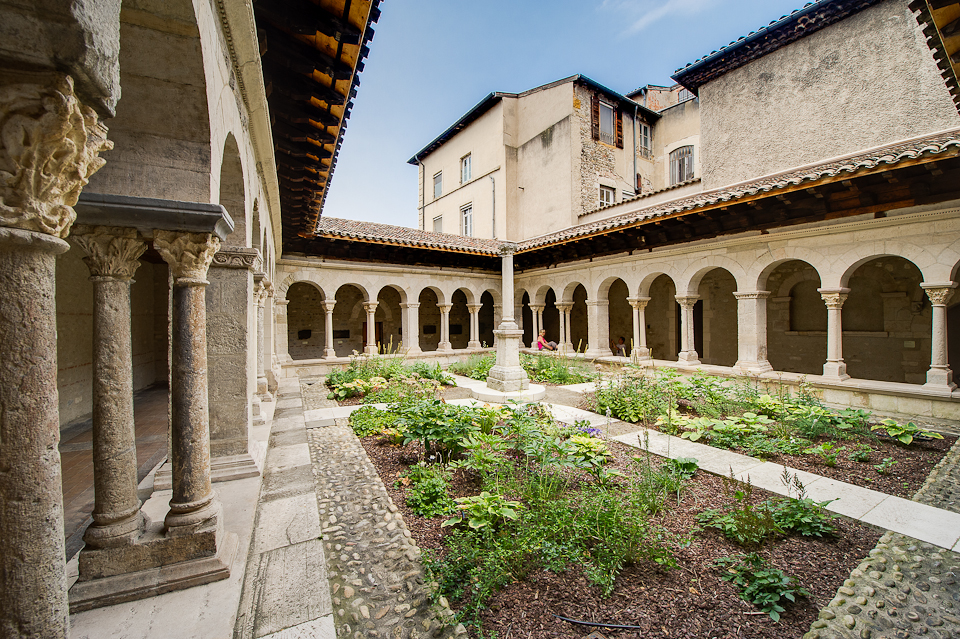
St-André-le-Bas, rajský dvůr
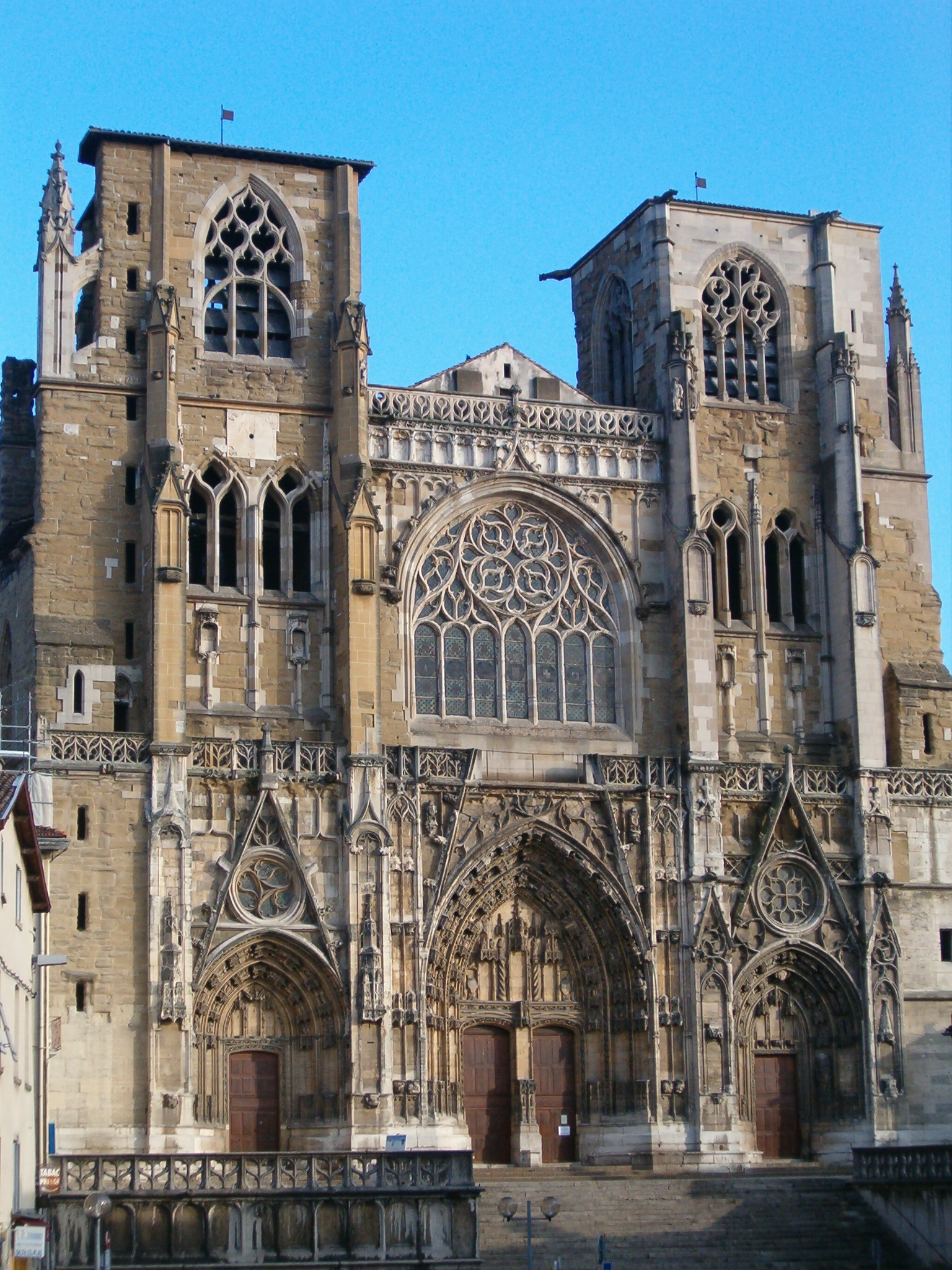
Průčelí katedrály
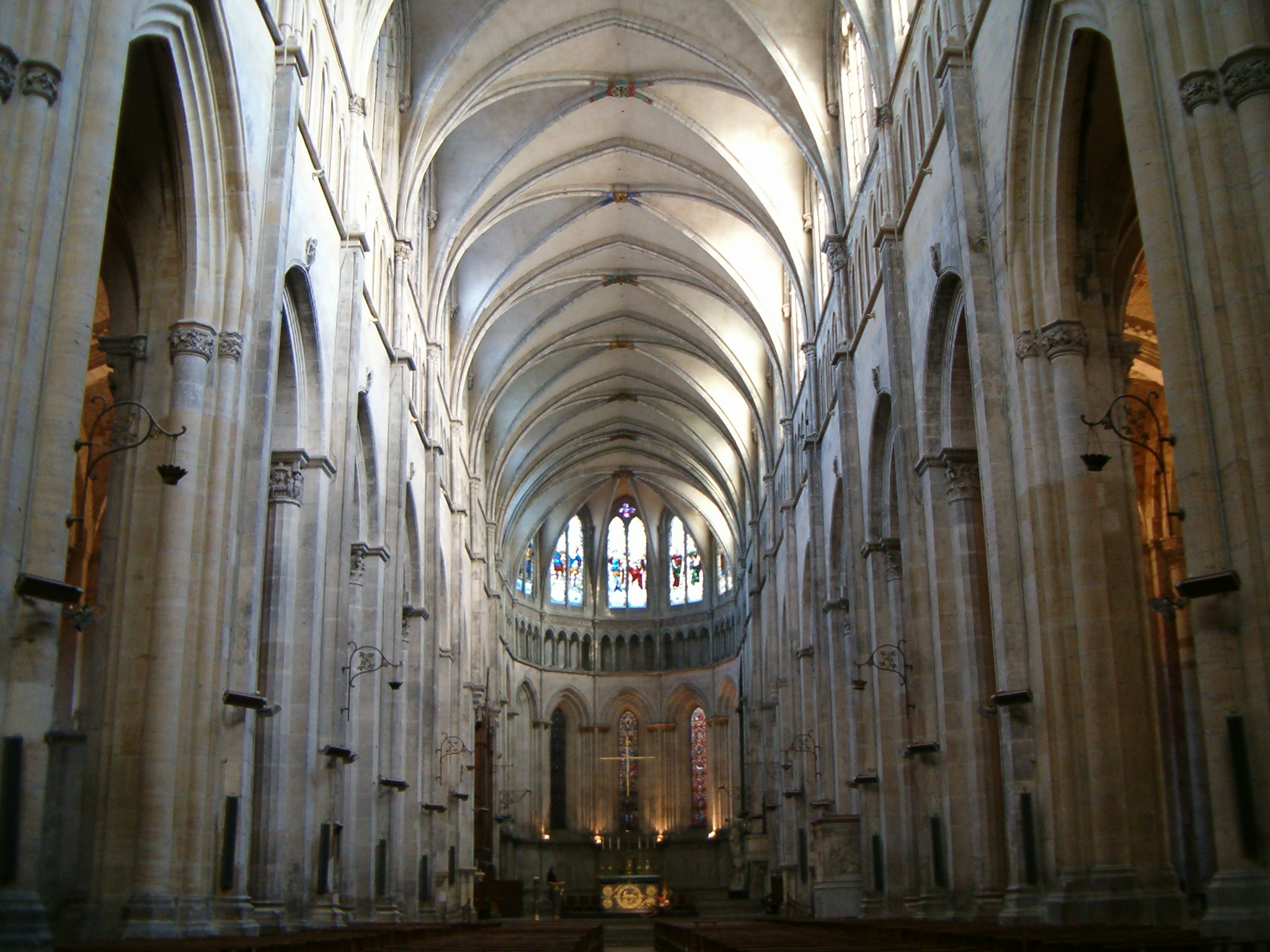
Interiér
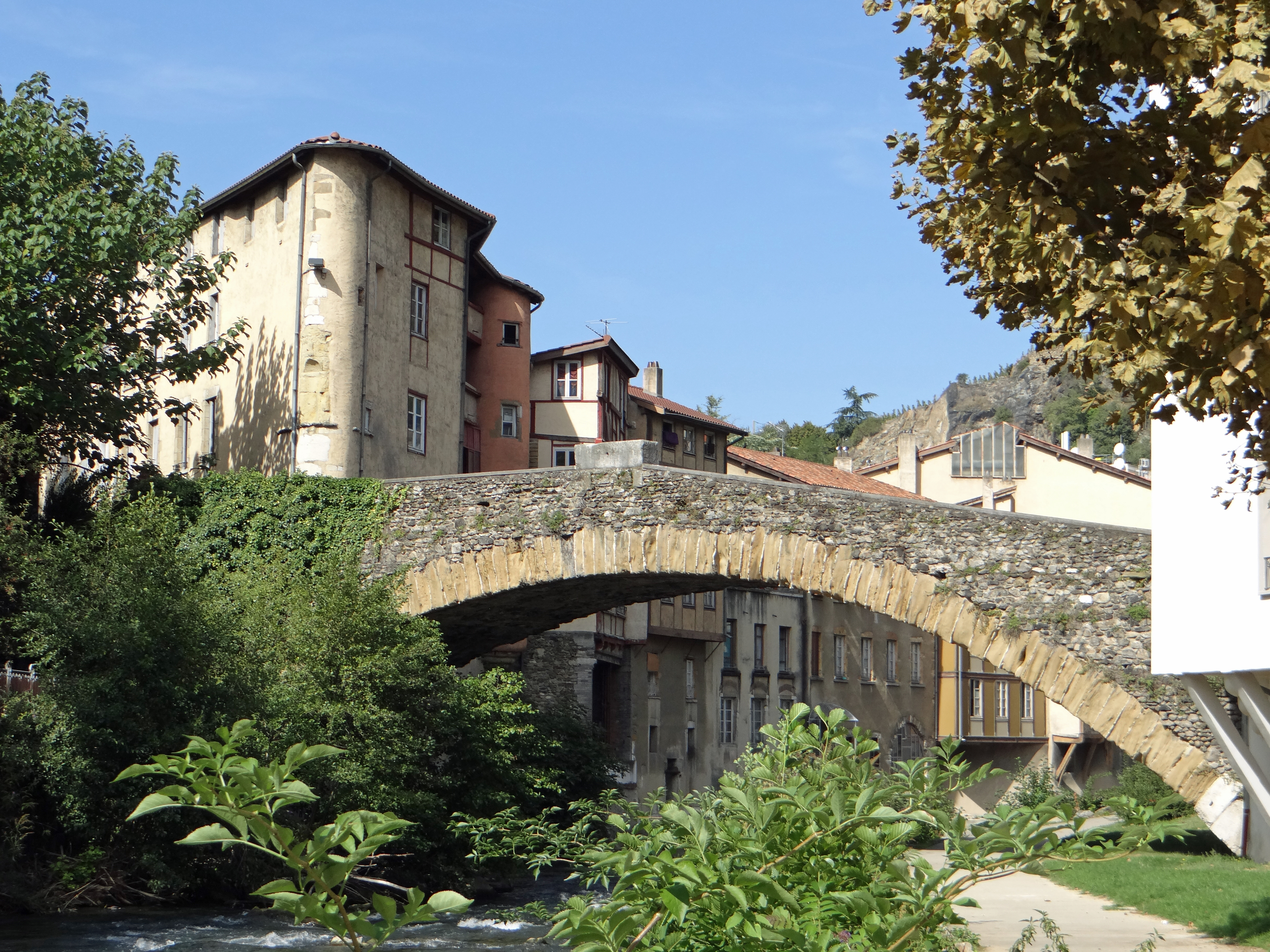
Most sv. Martina

## Vývoj počtu obyvatel
Počet obyvatel

## Partnerská města
- Albacete, Španělsko
- Esslingen, Německo
- Goris, Arménie
- Greenwich, Connecticut, USA
- Neath Port Talbot, Velká Británie
- Piotrków Trybunalski, Polsko
- Schiedam, Nizozemí
- Udine, Itálie
- Velenje, Slovinsko

## Další fotografie

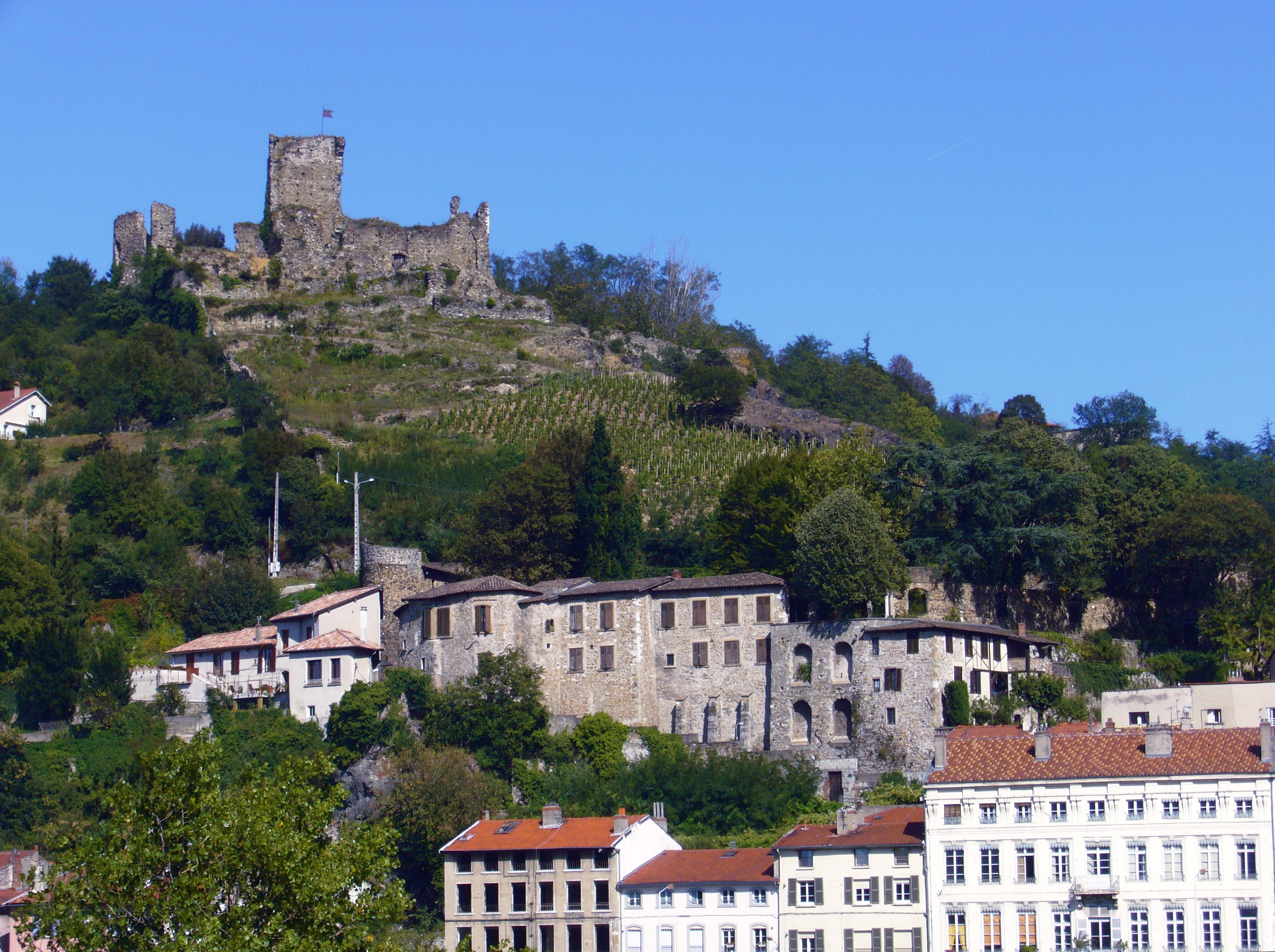
Zřícenina středověkého hradu
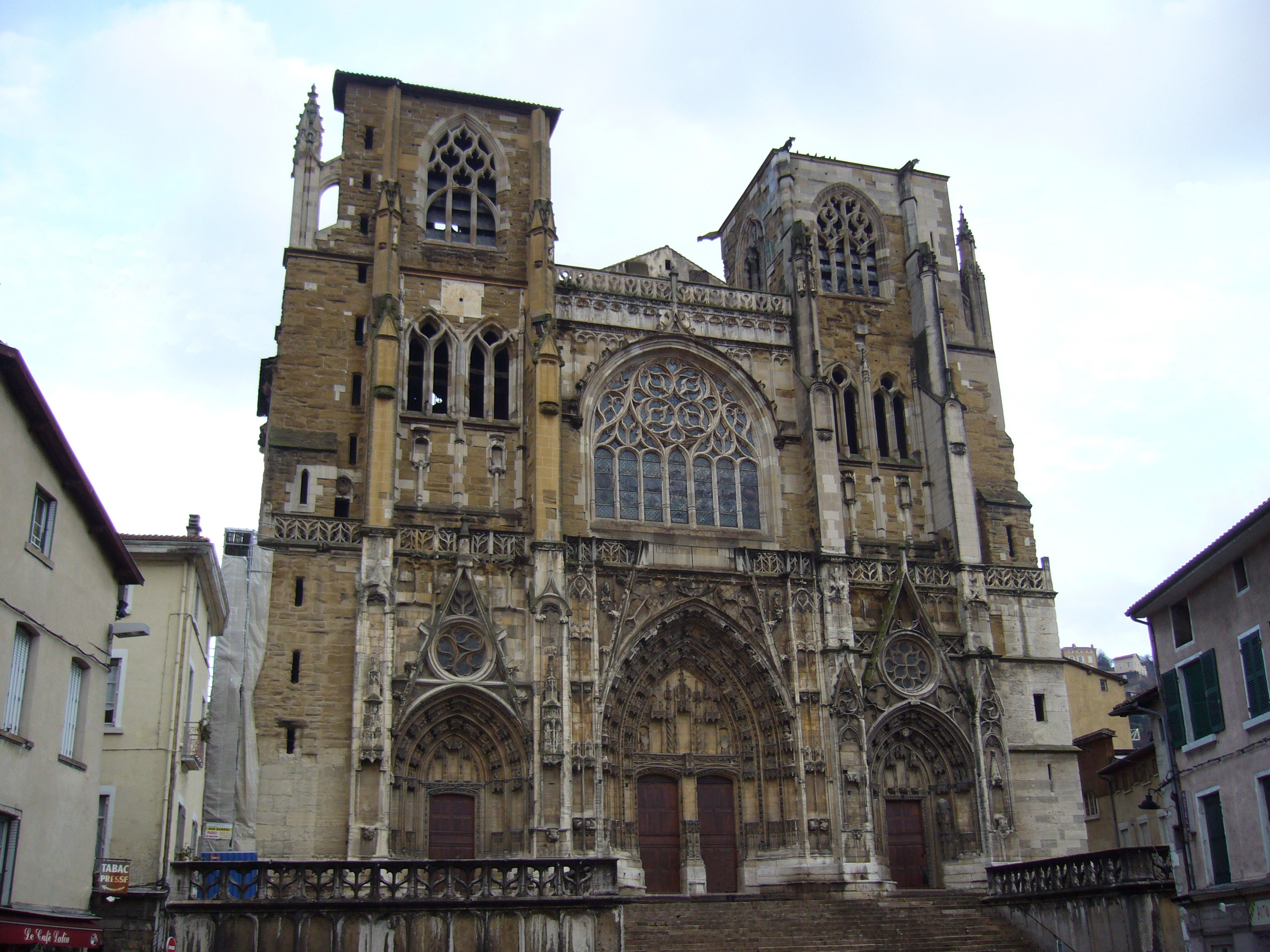
Katedrála de Vienne
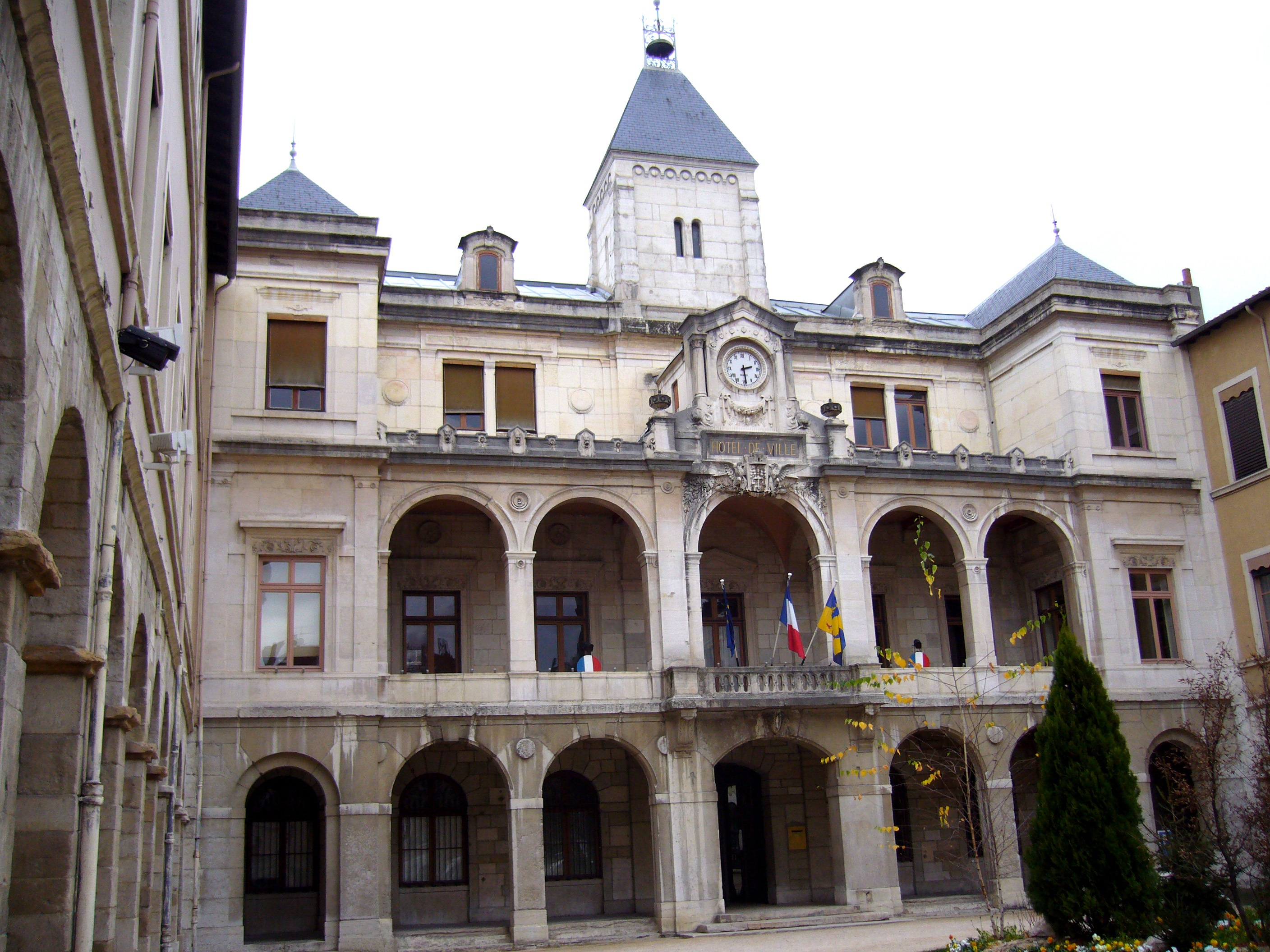
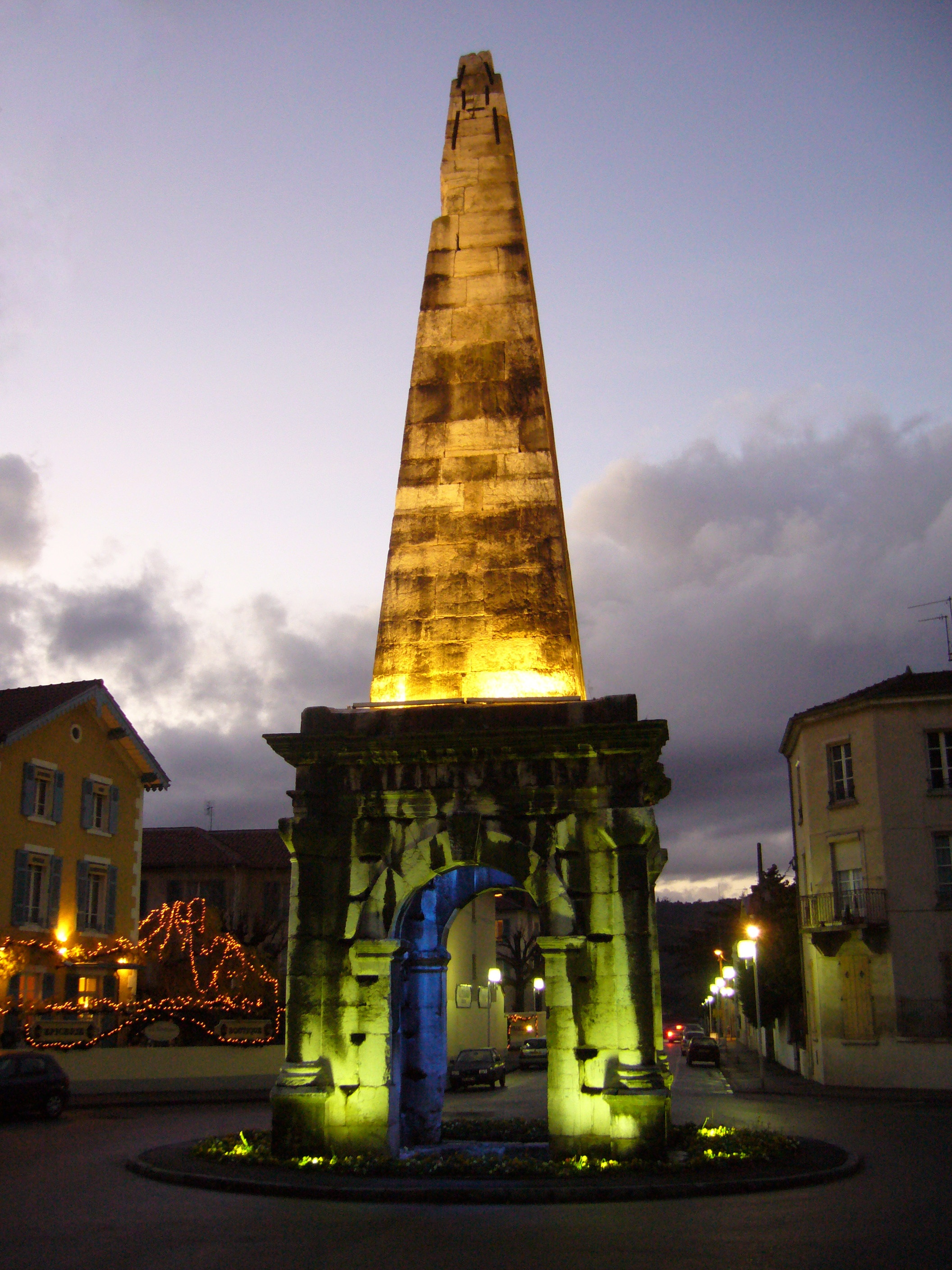
Antická Pyramida v noci